# Nieborów Wielki
Nieborów Wielki – część wsi Hyżne w Polsce, położona w województwie podkarpackim, w powiecie rzeszowskim, w gminie Hyżne.
Nieborów Wielki wraz z Nieborowem Małym tworzą sołectwo Nieborów.
W Nieborowie Wielkim jest rzymskokatolicka kaplica pod wezwaniem Matki Bożej Wspomożycielki Wiernych należąca do parafii w Hyżnem, konsekrowana w roku 1988.
W latach 1975–1998 Nieborów Wielki położony był w województwie rzeszowskim.
W 1992 utworzono Hyżneńsko-Gwoźnicki Obszaru Chronionego Krajobrazu, na którego obszarze leży Nieborów Wielki.

## Historia
Nieborów został założony na przełomie XVII i XVIII wieku na tzw. surowym korzeniu, czyli po uprzednim wykarczowaniu lasu. Pierwsza wzmianka o Nieborowie pojawiła się w dokumencie Rejestr Krów Żelaznych z roku 1703. i potem w 1735 r. 
Założycielem osady Nieborów był Kasper Aleksander Nieborowski – podczaszy gostyński herbu Prawdzic. Rodzina Nieborowskich wywodziła się z Wielkopolski. Kasper Nieborowski na przełomie lat 60. i 70. XVII wieku kupił od Wapowskich wsi Hyżne oraz Dylągówkę. W celu podniesienia dochodu z nowo zakupionych wsi zbudował cztery folwarki: w Hyżnem, Dylągówce, w miejscu nieopodal Moszczonek i Bazarach. Wraz z budową nowego folwarku obok Moszczonek wykarczowano las, gdzie następnie wystawiono kilka wiejskich chat. Tak powstała nowa osada – Nieborów. Swoją nazwę zawdzięcza założycielowi i pierwszemu właścicielowi - Nieborowskiemu.